# Yatsushiro
Yatsushiro (jap. 八代市, -shi) ist eine japanische Großstadt in der Präfektur Kumamoto auf der Insel Kyūshū an der Küste zum ostchinesischen Meer.

## Geographie
Yatsushiro liegt südlich von Kumamoto und nördlich von Kagoshima. Die Besiedlung konzentriert sich auf die Yatsushiro-Ebene (八代平野, Yatsushiro-heiya) an der Küste der Yatsushiro-See, während das Hinterland gebirgig ist. Die See vor Yatsushiro ist bekannt für das Shiranui (不知火), ein geisterhaftes Leuchten, das von den Lampen der Fischerboote herrührt.

## Geschichte
Yatsushiro ist eine alte Burgstadt. Die Burg Yatsushiro diente während der Edo-Zeit als Nebenresidenz der Hosokawa. Der Ort wurde am 1. September 1940 zur Stadt aufgewertet.

## Wirtschaft
Es wird Zement, Papier, Fruchtfleisch und Sake produziert. Igusa-Binsen (い草) zur Herstellung von Tatami werden angebaut. Die heißen Quellen von Hinagu (日奈久温泉) ziehen viele Besucher an.

## Verkehr
- Straße:
  - Kyūshū-Autobahn
  - Nationalstraße 3: nach Kagoshima oder Kitakyūshū
  - Nationalstraße 219: nach Kumamoto oder Miyazaki
  - Nationalstraße 443,445
- Zug:
  - JR Kyūshū-Shinkansen: nach Kagoshima oder Fukuoka
  - JR Kagoshima-Hauptlinie: nach Kagoshima oder Kitakyūshū
  - JR Hisatsu-Linie: nach Kirishima

## Sport
Vom 30. November bis zum 15. Dezember 2019 war Yatsushiro, zusammen mit Kumamoto und Yamaga, Austragungsort der 24. Handball-Weltmeisterschaft der Frauen.

## Städtepartnerschaften
Eine Partnerstadt von Yatsushiro ist Beihai in der Volksrepublik China.

## Söhne und Töchter der Stadt
- Shōkō Asahara (1955–2018), Gründer und Führer der Sekte Ōmu Shinrikyō
- Kimiko Jinnai (* 1964), Badmintonspielerin
- Daiki Higuchi (* 1984), Fußballspieler
- Keigo Sonoda (* 1990), Badmintonspieler
- Kazunari Ichimi (* 1997), Fußballspieler
- Yuya Aizawa (* 2000), Fußballspieler

## Weblinks

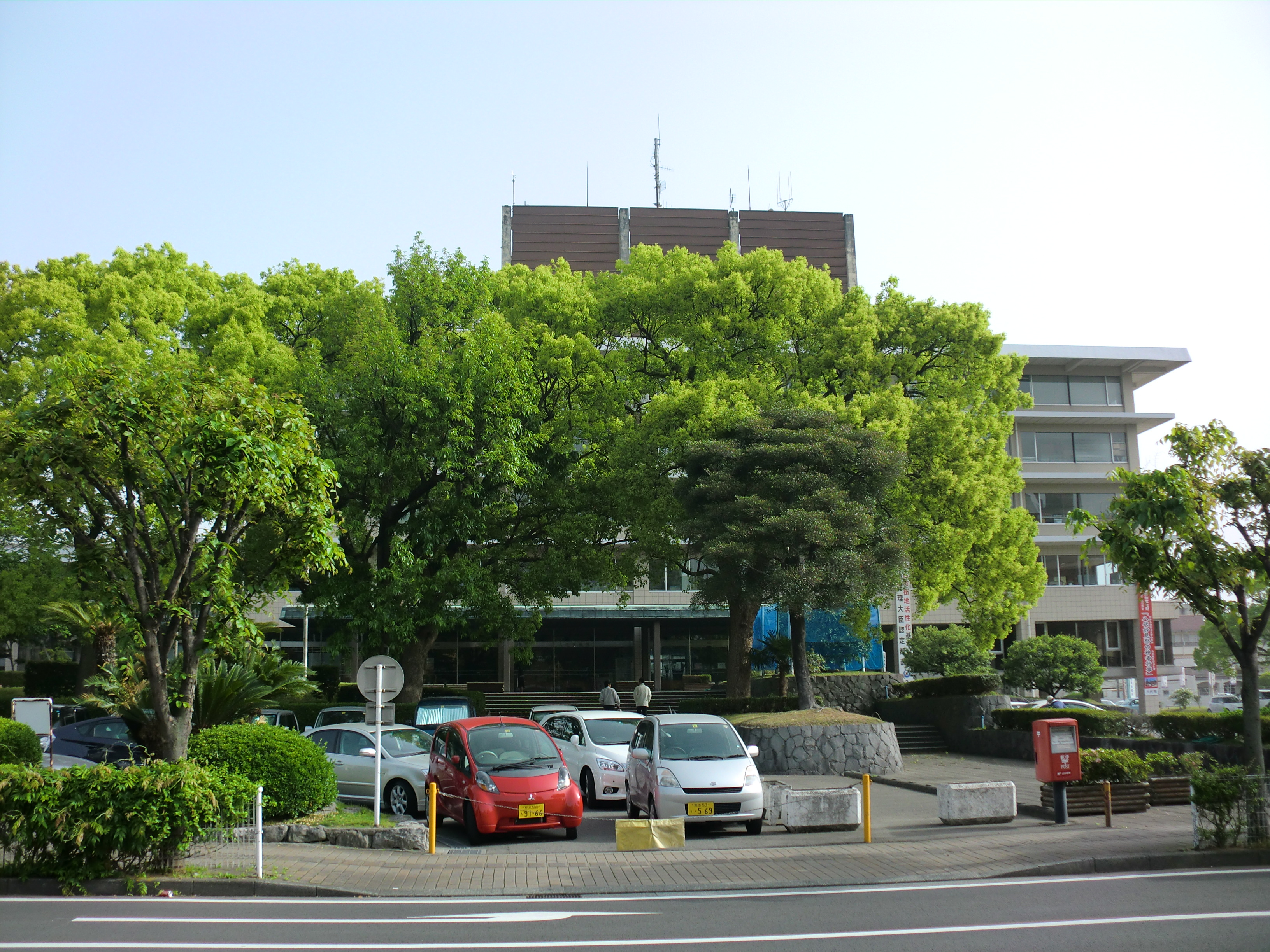
Rathaus von Yatsushiro

## Angrenzende Städte und Gemeinden
- Uki